# Calodera infuscata
Calodera infuscata är en skalbaggsart som beskrevs av Willis Blatchley 1910. Calodera infuscata ingår i släktet Calodera och familjen kortvingar. Inga underarter finns listade i Catalogue of Life.